# Dorceu
Dorceu (en grec antic: Δορκεύς, llatí: Dorceus) fill d'Hipocoont, va ser, segons la mitologia grega, un personatge de Lacedemònia que tenia un heròon a la vora d'Esparta, juntament amb el seu germà Sebros.
Vora del monument hi havia un pou amb una font d'aigua fresca que s'anomenava Dorceia, i el lloc on estava situat Sebrió, segons diu Pausànias. Probablement és el mateix personatge que  la Biblioteca d'Apol·lodor anomena Doricleu i diu que tenia un germà anomenat Tebros.